# Estação Bayeux
A Estação Bayeux é uma das estações do Sistema de Trens Urbanos de João Pessoa, situada em Bayeux, entre a Estação Várzea Nova e a Estação Alto do Mateus.
Foi inaugurada em 1911. Localiza-se na Rua Gustavo Maciel Monteiro. Atende o bairro de Jardim São Vicente.

## História
Inaugurada em 1911 pela Great Western do Brasil, a estação localiza-se no centro da cidade, ao lado da Praça 6 de Junho.
Relatos contam que a estação foi reconstruída em 1944, nos moldes das estações francesas, ao mesmo tempo em que o distrito de Barreiras passara a se chamar Bayeux em homenagem a cidade homónima na França, porém, a estrutura atual da estação nada relembra esse tempo de glamour de outrora.